# Пади Драйвър
Пади Драйвър (на английски: Paddy Driver) е пилот от Формула 1. Роден е на 13 март 1934 година в Йоханесбург, ЮАР.

## Формула 1
Пади Драйвър прави своя дебют във Формула 1 в Голямата награда на ЮАР през 1963 година. В световния шампионат записва 2 състезания, като не успява да спечели точки. Състезава се с Лотус.